# ペラFC
ペラFC (英: Perak Football Club, マレー語: Kelab Bola Sepak Perak) は、マレーシア・ペラ州イポーを本拠としていたサッカークラブである。マレーシア・スーパーリーグに所属する。2020年まではペラFA (英: Perak Football Association, マレー語: Persatuan Bola Sepak Perak) 、すなわちペラ州サッカー協会のクラブであった。

## 概要
1921年にマラヤカップ（現在のマレーシアカップ）が創設されたことを機にクラブが設立された。1951年4月18日にペラ州サッカー協会に属するクラブとなった。
マレーシアカップでは国内3番目となる7回の優勝と11回の準優勝を誇る。また、1989年にマレーシアサッカーリーグがプロリーグとなって以降、2部リーグに降格していない唯一のクラブでもある。
創設100周年となる2021年1月29日、クラブはペラFAからペラFCへの改名を発表し。2月24日に新しいロゴ（クレスト）を披露した。クラブはペラ州サッカー協会から分離されて民間企業化された。
2025年、深刻な財政問題を抱えているため、マレーシア・スーパーリーグから撤退した。

## 獲得タイトル

### 国内タイトル
- マレーシアカップ：8回
  - 1926, 1931, 1957, 1967, 1970, 1998, 2000, 2018
- マレーシアサッカーリーグ：2回
  - 2002, 2003
- マレーシアFAカップ：2回
  - 1990, 2004
- マレーシア・チャリティーシールド：3回
  - 1999, 2005, 2006

## 歴代監督
- YB Datuk Raja Ahmad Zainuddin Raja Omar 1998-2000
- Dato' Haji Jamal Nasir Haji Rasdi 2001-2006
- Datuk Mohammed Mahiyuddin Abdullah 2007-2008
- Ustaz Nor Azli Musa 2008-2010
- Khairul Izwan Harun 2011
- ヴィエラン・シムニッチ 2014, 2015

## 歴代所属選手
- バイチュン・ブティア 2003
- ウォーレン・スピンク 1994-1998